# Albert Lang (Orgelbauer)
August Friedrich Albert Lang (* 16. Juni 1825 in Berlin; † 23. Juli 1903 ebenda) war ein deutscher Orgelbauer in Berlin.

## Leben
Er lernte den Orgelbau bei seinem Vater Wilhelm Lang und wurde später Gehilfe und Werkführer der Firma Lang & Dinse. 1859, nach dem Tod des Vaters,  machte er sich selbstständig und gründete eine Orgelbauwerkstatt in der Alexandrinenstraße 109 in der Berliner Luisenstadt.
Albert Lang galt als zuverlässiger und gewissenhafter Orgelbauer und Geschäftspartner. Er baute ausschließlich mechanische Schleifladenorgeln.
Albert Lang war katholischen Glaubens. Am 1. Juli 1858 heiratete er in der Friedrichswerderschen Kirche die sieben Jahre ältere Auguste Binder, welche ihm bereits im Jahr 1850 einen vorehelichen Sohn geboren hatte.

## Werk (Auswahl)
Von Albert Lang sind etwa 50 Orgelneubauten in der Mark Brandenburg bekannt, meist in Dorfkirchen. Einige sind erhalten. Nicht mehr vorhandene Instrumente sind kursiv gesetzt.
| Jahr        | Ort                           | Gebäude                        | Bild | Manuale | Register | Bemerkungen |
| ----------- | ----------------------------- | ------------------------------ | ---- | ------- | -------- | --- |
| 1862        | Hohenschönhausen bei Berlin   | Dorfkirche, heute Taborkirche  |      | I/P     | 7        | Geschenk von König Friedrich Wilhelm IV. ,ursprünglich über Altar, 1905 auf Patronatsempore umgesetzt, restauriert → Orgel                            |
| 1864        | Krausnick                     | Dorfkirche                     |      | I/P     | 8        | |
| 1865        | Prenzlau, Uckermark           | Französisch-reformierte Kirche |      | II/P    | 14       | nur noch leeres Gehäuse und Reste der Mechanik erhalten, Kirche wird nicht mehr genutzt                                                               |
| 1867        | Menz (Stechlin)               | Dorfkirche                     |      | ?       | ?        | nicht erhalten, 1999 Neubau mit Altteilen einer Mehmel-Orgel aus Greifswald durch Hartmut Grosch.                                                     |
| 1868        | Stegelitz, Uckermark          | Dorfkirche                     |      | I/P     | 8        | [ 5 ] |
| um 1868/69  | Schöneberg bei Berlin         | St. Matthias                   |      | I/P     | 9        | in neugebauter Kirche, 1925 verschenkt an katholische Kirche St. Marien in Biesenthal, Barnim, 2009 Restaurierung durch Eberswalder Orgelbauwerkstatt |
| vor 1869    | Klandorf, Barnim              | Dorfkirche                     |      | I/p     | 6        | von Lang überholte Orgel wurde 1869 in Klandorf aufgestellt, 1906 ersetzt durch Albert Kienscherf                                                     |
| 1869        | Kablow                        | Dorfkirche                     |      | I/P     | 8        | [ 8 ] |
| 1869        | Hohengüstow, Uckermark        | Dorfkirche                     |      | II/P    | 11       | 1959 ersetzt |
| 1869        | Trebatsch                     | Dorfkirche                     |      | II/P    | 11       | |
| um 1870 (?) | Lindenhagen, Uckermark        | Dorfkirche                     |      | I/P     | 8        | [ 9 ] |
| um 1870 (?) | Neu Golm                      | Kirche                         |      | I/P     | 8        | |
| 1870        | Dedelow, Uckermark            | Dorfkirche                     |      |         |          | heute II/P, 10, erhalten |
| 1871        | Herzfelde, Uckermark          | Dorfkirche                     |      | I/P     | 5        | nicht spielbar |
| 1872        | Zehlendorf                    | Dorfkirche                     |      | I/P     | 10       | [ 13 ] |
| 1873        | Lützlow                       | Dorfkirche                     |      | II/P    | 19       | |
| 1873        | Ellingen, Uckermark           | Dorfkirche                     |      | I/P     | 6        | [ 14 ] |
| 1874        | Marienwerder, Barnim          | Dorfkirche                     |      | I/P     | 9        | erhalten |
| 1875        | Golm, Uckermark               | Dorfkirche                     |      |         |          | |
| 1877        | Schmachtenhagen               | Dorfkirche                     |      | II/P    | 11       | [ 16 ] |
| 1877        | Neu Zittau                    | Kirche                         |      | II/P    | 19       | [ 17 ] |
| 1877        | Neu Schadow                   | Dorfkirche                     |      | I/P     | 6        | |
| 1877        | Hennickendorf                 | Dorfkirche                     |      | I/P     | 8        | 1996 Reinigung der Pfeifen |
| 1878        | Glasow                        | Dorfkirche                     |      | I/P     | 9        | |
| 1879        | Warnitz, Uckermark            | Dorfkirche                     |      | I/P     | 9        | |
| um 1880 (?) | Alt Bork                      | Dorfkirche                     |      | I       | 4        | → Orgel |
| um 1880 (?) | Ahrensdorf                    | Dorfkirche                     |      | I/P     | 8        | |
| 1881        | Prädikow                      | Dorfkirche                     |      | I/P     | 7        | dringend restaurierungsbedürftig |
| 1882        | Friedersdorf                  | Dorfkirche                     |      | II/P    |          | heute II/P, 13 |
| 1883        | Stremmen                      | Dorfkirche                     |      | I/P     | 9        | |
| 1883        | Börnicke, Barnim              | Dorfkirche                     |      | I/P     | 8        | 2001 Generalüberholung durch Fahlberg |
| 1884        | Seeberg bei Altlandsberg      | Dorfkirche                     |      |         |          | 1945 zerstört |
| 1887        | Berkholz-Meyenburg, Uckermark | Dorfkirche                     |      |         |          | |
| 1891        | Niederlandin                  | Dorfkirche                     |      | I/P     | 8        | |
| 1897        | Lichtenow                     | Dorfkirche                     |      | I/P     | 6        | erhalten |